# Lago Abaya
O Lago Abaya (Abaya Hayk em amárico) é um lago localizado na Região das Nações, Nacionalidades e Povos do Sul, sul da Etiópia.
Foi chamado de Lago Margherita pelo explorador italiano Vittorio Bottego, frequentemente considerado o primeiro europeu a visitar o lago, em homenagem à esposa do rei Humberto I de Itália, rainha Margarida. Este nome aparece em publicações mais antigas e atualmente é raramente utilizado. No entanto, o explorador americano Arthur Donaldson Smith registra que habitantes locais, que incluia uma testemunha ocular do evento, contam que o explorador italiano Eugene Ruspoli foi morto por um elefante perto do lago, em 1891, fato que ocorreu antes da chegada de Bottego ao lago.
O lago Abaya está localizado no Vale do Rift, leste dos Montes Guge. É alimentado em sua margem norte pelo rio Bilate, que nasce na encosta sul do Monte Gurag, e pelo rio Gidabo. A cidade de Arba Minch localiza-se em sua margem sudoeste e as margens sul fazem parte do Parque Nacional de Nechisar. Logo ao sul encontra-se o Lago Chamo. O lago Abaya possui 60 km de extensão e 20 km de largura, sua superfície é de 1162 km². Possui profundidade máxima de 13,1 metros e está localizado a uma altitude de 1285 metros. Há uma série de ilhas no lago, a maior é a Aruro; outras ilhas incluem Gidicho, Welege, Galmaka e Alkali. O lago é vermelho devido a sua alta carga de sedimentos em suspensão. O lago Abaya nem sempre possui um local de escoamento, mas em alguns anos ele transborda para o Lago Chamo.